# Кар'єр Т'єсай
Кар'єр Т'єсай – гірничодобувне підприємство на півдні Казахстану, призначене для видобутку фосфоритів однойменного родовища Каратауського фосфоритоносного басейну.
Будівництво кар’єру Т'єсай почалось не пізніше 1974 року. Під час цього процесу виникло кілька відвалів некондиційних руд із середнім вмістом пентаоксиду фосфору 16,1%.
Станом на початок 1998-го балансові запаси родовища Т'єсай оцінювались у 23,4 млн тон пентаоксиду фосфора.
Наразі рудник належить рудоуправлінню Аксай Гірничо-переробного комплексу Чулактау концерну «Казфосфат».